# Requiem polonais
Le Requiem polonais est une œuvre de musique sacrée composée par Krzysztof Penderecki entre 1980 et 1984, et révisée en 1993.
Il s'agit d'une œuvre tardive d'un musicien n'ayant jamais caché sa foi chrétienne dans un pays sous joug communiste (Stabat Mater, Dies irae 1967). L'écriture en est plus classique que certaines de ses autres compositions, nettement plus atonales (Thrènes…) .
La composition du requiem s'étend sur près de treize ans : Penderecki écrit en 1980 son Lacrimosa en hommage aux morts de la grande grève de Gdańsk, opposant Solidarność aux autorités, sur la commande de Solidarność. Se sont ajoutés alors diverses pièces, écrites en l'honneur de différents événements patriotiques. Une première version du requiem a été jouée le 28 septembre 1984 par l'Orchestre symphonique de la radio de Stuttgart sous la direction de Mstislav Rostropovitch. La version définitive a été créée par le compositeur lui-même le 11 novembre 1993 à Stockholm. 

## Structure
La partition se compose de seize parties et son exécution dure un peu plus de 90 minutes. Elle est écrite pour quatre solistes, chœurs mixtes et grand orchestre. Le texte est en latin, auquel se mêle à deux reprises un hymne traditionnel polonais : Swiety Boze.
1. Introitus
2. Kyrie
3. Dies irae
4. Tuba mirum
5. Mors stupedit
6. Quid sum miser
7. Rex tremendae
8. Recordare Jesu pie
9. Ingemisco tanquam reus
10. Lacrimosa
11. Sanctus
12. Agnus Dei
13. Lux aeterna
14. Libera me, Domine
15. Swiety Boze
16. Libera animas